# Aire marine protégée des côtes d'Infreschi et Masseta
L'aire marine protégée des côtes d'Infreschi et Masseta (en italien : Area marina protetta Costa degli Infreschi e della Masseta) est une aire marine protégée créée en 2009 dans la province de Salerne en Campanie,.

## Territoire
L'aire marine protégée occupe une superficie de 2 232 hectares  de mer, auxquels s'ajoute un hectare de côte. Elle est située à Lentiscosa, une frazione la commune de Camerota, et borde la commune de San Giovanni a Piro, dans le parc national du Cilento et du Val de Diano. Elle est un site d'importance communautaire.
C'est encore une côte sauvage composée de hautes falaises. Les phénomènes d'érosion ont créé des petits promontoires, des criques, des plages et des grottes.

## Flore

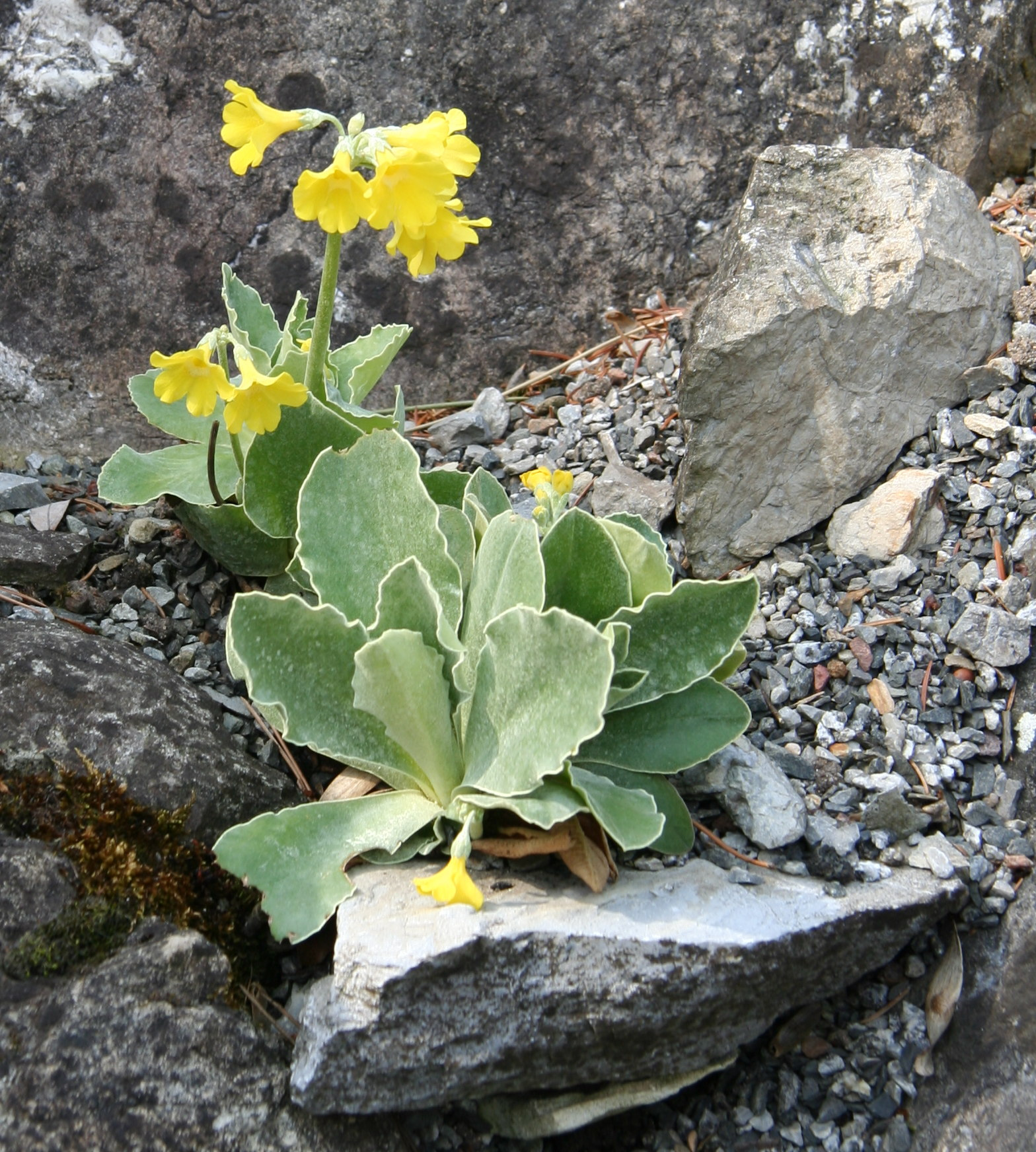
Primula palinuri.

Parmi les espèces florales terrestres, on note la présence d'un endémisme rare, la Primula palinuri. 
Juste sous la surface de l'eau se trouve des « trottoirs » à Lithophyllum (un genre d’algues rouges de la famille des Corallinaceae). Plus profondément se trouve les bioconstructions carbonatées d'algue coralligène, habitat de biodiversité le plus riche de Méditerranée.
Il convient également de souligner la présence de vastes prairies de Posidonia oceanica, parmi les feuilles desquelles on trouve les Pinna nobilis, une espèce protégée de mollusque bivalve, révélatrice d'un bon état de conservation des prairies.

## Sites d'intérêts
Il existe de nombreuses grottes ouvertes au niveau de la mer qui ont été utilisées par l'homme depuis la Préhistoire, comme la Grotta degli Innamorati, la grotta degli Infreschi, la grotta dell'Alabastro…
Découvertes intéressantes de l'homme de Néandertal dans la grotte del Molare (Riparo del Molare (it)), conservée au musée archéologique de Scario, une frazione de San Giovanni a Piro.